# 설천초등학교 (전북)
설천초등학교는 대한민국 전북특별자치도 무주군에 있는 공립 초등학교이다.

## 학교 연혁
- 1926년 5월 1일 설천공립보통학교(4년제) 인가(설천면 양지길 86)
- 1932년 3월 31일 6년제로 개편
- 1938년 4월 1일 설천제1공립심상소학교로 개칭
- 1941년 4월 1일 설천공립국민학교로 개칭
- 1947년 9월 1일 현 위치로 개교 이전
- 1981년 3월 1일 병설유치원 개원
- 1992년 3월 1일 대미분교장 폐교 본교로 편입
- 1993년 3월 1일 기곡국교, 두길분교, 청량분교 폐교 통합
- 1996년 8월 15일 다목적강당(백운관) 신축 준공
- 1997년 7월 15일 유치원 2개교실 신축 준공
- 1997년 12월 31일 특별실(미래관) 6개 교실 신축 준공
- 2009년 8월 21일 식생활관 개축 준공
- 2014년 3월 1일 제31대 정규석 교장 부임

## 참고 자료
- 설천초등학교 - 한국교육학술정보원 학교알리미